# Vajebah Sakor
Vajebah Kaliefah Sakor (Monrovia, 14 aprile 1996) è un calciatore norvegese, centrocampista del Lamia.

## Biografia
Nato a Monrovia, in Liberia, si è trasferito in Norvegia all'età di 7 anni, adottato da una famiglia del luogo.

## Carriera

### Club
Prodotto delle giovanili dell'Asker, Sakor ha esordito in 1. divisjon con questa maglia, subentrando a Stian Rasch nel pareggio casalingo per 0-0 contro il Randaberg, datato 26 giugno 2011. Tra tutte le competizioni, ha disputato 8 partite nel corso di quella stagione, culminata con la retrocessione dell'Asker in 2. divisjon.
Il 29 aprile 2012 ha trovato la prima rete con questa maglia, nel 4-0 inflitto al Nesodden. Sul finire di quello stesso anno, è stato prestato al Rosenborg per disputare la NextGen Series 2012-2013.
Il 31 gennaio 2013, la Juventus ha ingaggiato Sakor, per aggregarlo alla formazione Primavera. Con questa maglia, ha vinto la Coppa Italia Primavera 2012-2013. È stato aggregato alla prima squadra in vista del ritiro precampionato da tenersi a Châtillon, convocato da Antonio Conte.
Il 19 agosto 2015, il Westerlo ha annunciato d'aver ingaggiato Sakor con la formula del prestito, valido per le successive due stagioni. Non ha disputato alcuna partita in squadra, facendo così ritorno alla Juventus anticipatamente.
Il 29 marzo 2016, Sakor ha fatto ritorno in Norvegia per giocare nel Vålerenga, sempre con la formula del prestito. Ha esordito nella massima divisione locale in data 9 aprile, subentrando a Niklas Castro nella sconfitta per 2-1 maturata sul campo dello Stabæk. Il 30 ottobre 2016 ha trovato la prima rete in Eliteserien, nel pareggio casalingo per 1-1 contro il Lillestrøm. Ha chiuso la stagione con 26 presenze e 3 reti, tra campionato e coppa. Ha fatto poi ritorno alla Juventus per fine prestito.
Il 31 gennaio 2017, gli olandesi del Willem II hanno annunciato l'ingaggio di Sakor, in prestito sino al termine del campionato. Il 4 febbraio si è accomodato per la prima volta in panchina in una sfida valida per l'Eredivisie 2016-2017, non venendo impiegato nel corso della sfida contro l'Heracles. Il 25 febbraio ha effettuato il proprio esordio nella massima divisione olandese, in occasione del successo per 0-2 sul campo dell'Excelsior. È stata la sua unica presenza in questa porzione di stagione in squadra.
Il 24 luglio 2017, gli svedesi dell'IFK Göteborg hanno annunciato d'aver tesserato Sakor con la formula del prestito. Ha debuttato in Allsvenskan il 30 luglio, subentrando a Mikkel Diskerud e trovando una rete nel 4-1 con cui la sua squadra si è imposta sull'IFK Norrköping.
Il 17 dicembre 2017, l'IFK Göteborg ha reso noto d'aver ingaggiato Sakor a titolo definitivo, col giocatore che si è legato al club con un accordo triennale. In biancoblu è rimasto due stagioni, prima che la società lo abbia ceduto in Grecia.
Il 31 gennaio 2019, Sakor si è trasferito a titolo definitivo all'OFI Creta, nella massima serie greca.
Il 21 settembre 2021, Sakor è stato ingaggiato a parametro zero dal Brann, con cui ha firmato un accordo valido fino al termine della stagione.
Il 2 maggio 2023, Sakor ha firmato un contratto annuale con lo Start.
Il 26 febbraio 2024 è passato al Sandnes Ulf, sempre con un contratto annuale.

### Nazionale
Sakor ha rappresentato la Norvegia a livello Under-15, Under-16, Under-17, Under-18, Under-19 e Under-21. Per quanto concerne quest'ultima selezione, il 3 novembre 2016 ha ricevuto la prima convocazione da parte del commissario tecnico Leif Gunnar Smerud in vista delle partite amichevoli da disputarsi contro Slovacchia e Repubblica Ceca, previste rispettivamente per il 12 ed il 15 novembre successivi: il carattere sperimentale delle due sfide ha fatto sì che le presenze dei calciatori impiegati non venissero conteggiate dalla federazione norvegese.
Ha esordito ufficialmente il 24 marzo 2017, venendo schierato titolare nella sconfitta per 3-1 in un'amichevole contro il Portogallo. Il 5 settembre 2017 ha disputato invece la prima partita nelle qualificazioni al campionato europeo Under-21 2019, schierato titolare nel pareggio per 0-0 maturata in casa contro Israele.

## Statistiche

### Presenze e reti nei club
Statistiche aggiornate al 4 gennaio 2025.
| Stagione            | Club                | Campionato          | Campionato | Campionato | Coppe nazionali | Coppe nazionali | Coppe nazionali | Coppe continentali | Coppe continentali | Coppe continentali | Supercoppe | Supercoppe | Supercoppe | Totale | Totale |
| Stagione            | Club                | Comp                | Pres       | Reti       | Comp            | Pres            | Reti            | Comp               | Pres               | Reti               | Comp       | Pres       | Reti       | Pres   | Reti   |
| ------------------- | ------------------- | ------------------- | ---------- | ---------- | --------------- | --------------- | --------------- | ------------------ | ------------------ | ------------------ | ---------- | ---------- | ---------- | ------ | ------ |
| 2011                | Asker               | 1D                  | 6          | 0          | CN              | 2               | 0               | -                  | -                  | -                  | -          | -          | -          | 8      | 0      |
| 2012                | Asker               | 2D                  | 20         | 2          | CN              | 2               | 0               | -                  | -                  | -                  | -          | -          | -          | 22     | 2      |
| Totale Asker        | Totale Asker        | Totale Asker        | 28         | 2          |                 | 4               | 0               |                    | -                  | -                  |            | -          | -          | 32     | 2      |
| 2015-mar. 2016      | Westerlo            | D1                  | 0          | 0          | CB              | 0               | 0               | -                  | -                  | -                  | -          | -          | -          | 0      | 0      |
| 2016                | Vålerenga           | ES                  | 21         | 1          | CN              | 5               | 2               | -                  | -                  | -                  | -          | -          | -          | 26     | 3      |
| gen.-giu. 2017      | Willem II           | ED                  | 1          | 0          | CO              | -               | -               | -                  | -                  | -                  | -          | -          | -          | 1      | 0      |
| lug.-dic. 2017      | IFK Göteborg        | A                   | 12         | 2          | CS              | 2               | 0               | -                  | -                  | -                  | -          | -          | -          | 14     | 2      |
| 2018                | IFK Göteborg        | A                   | 23         | 3          | CS              | 0               | 0               | -                  | -                  | -                  | -          | -          | -          | 23     | 3      |
| Totale IFK Göteborg | Totale IFK Göteborg | Totale IFK Göteborg | 35         | 5          |                 | 2               | 0               |                    | -                  | -                  |            | -          | -          | 37     | 5      |
| gen.-giu. 2019      | OFI Creta           | SL                  | 8+1        | 1+0        | CG              | -               | -               | -                  | -                  | -                  | -          | -          | -          | 9      | 1      |
| 2019-2020           | OFI Creta           | SL                  | 19         | 2          | CG              | 2               | 0               | -                  | -                  | -                  | -          | -          | -          | 21     | 2      |
| 2020-2021           | OFI Creta           | SL                  | 17         | 1          | CG              | 0               | 0               | UEL                | 0                  | 0                  | -          | -          | -          | 17     | 1      |
| Totale OFI Creta    | Totale OFI Creta    | Totale OFI Creta    | 44+1       | 4+0        |                 | 2               | 0               |                    | 0                  | 0                  |            | -          | -          | 47     | 4      |
| set.-dic. 2021      | Brann               | ES                  | 3+1        | 0+1        | CN              | 1               | 1               | -                  | -                  | -                  | -          | -          | -          | 5      | 2      |
| gen.-giu. 2022      | Triestina           | C                   | 3          | 0          | CI-C            | 0               | 0               | -                  | -                  | -                  | -          | -          | -          | 3      | 0      |
| mag.-dic. 2023      | Start               | 1D                  | 21         | 3          | CN              | 0               | 0               | -                  | -                  | -                  | -          | -          | -          | 21     | 3      |
| 2024                | Sandnes Ulf         | 1D                  | 23         | 1          | CN              | 5               | 1               | -                  | -                  | -                  | -          | -          | -          | 28     | 2      |
| gen.-giu. 2025      | Lamia               | SL                  | 1          | 0          | CG              | -               | -               | -                  | -                  | -                  | -          | -          | -          | 1      | 0      |
| Totale              | Totale              | Totale              | 180+2      | 16+1       |                 | 19              | 4               |                    | 0                  | 0                  |            | -          | -          | 201    | 21     |

## Palmarès

### Club

#### Competizioni giovanili
- Coppa Italia Primavera: 1

Juventus: 2012-2013